# Nirvana (chanson)
Pour les articles homonymes, voir Nirvana.
Nirvana est une chanson new age composée par Rojotua, Loxatus et C. Max en 1995. Elle est interprétée par le groupe musical espagnol Elbosco (es). Cette chanson devint un succès mondial et a été utilisée par Danny Boyle en 2004 pour son film Millions.
La chanson contient des paroles en latin, chantées par la chorale Escolanía del Real Monasterio de San Lorenzo de El Escorial mais également des paroles en anglais, le tout accompagné d'un air techno et hip-hop.